# 太平洋中心

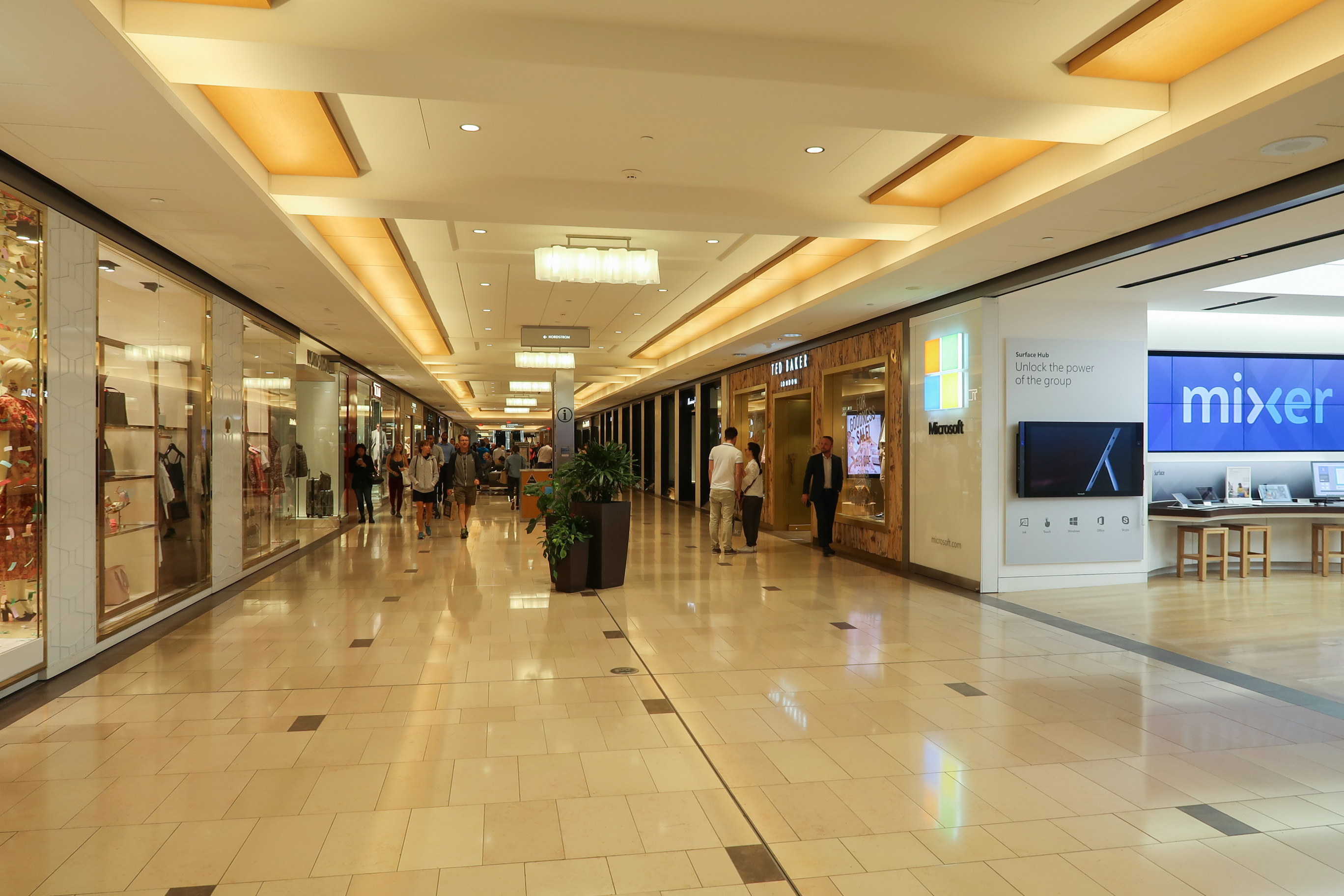
地下商場

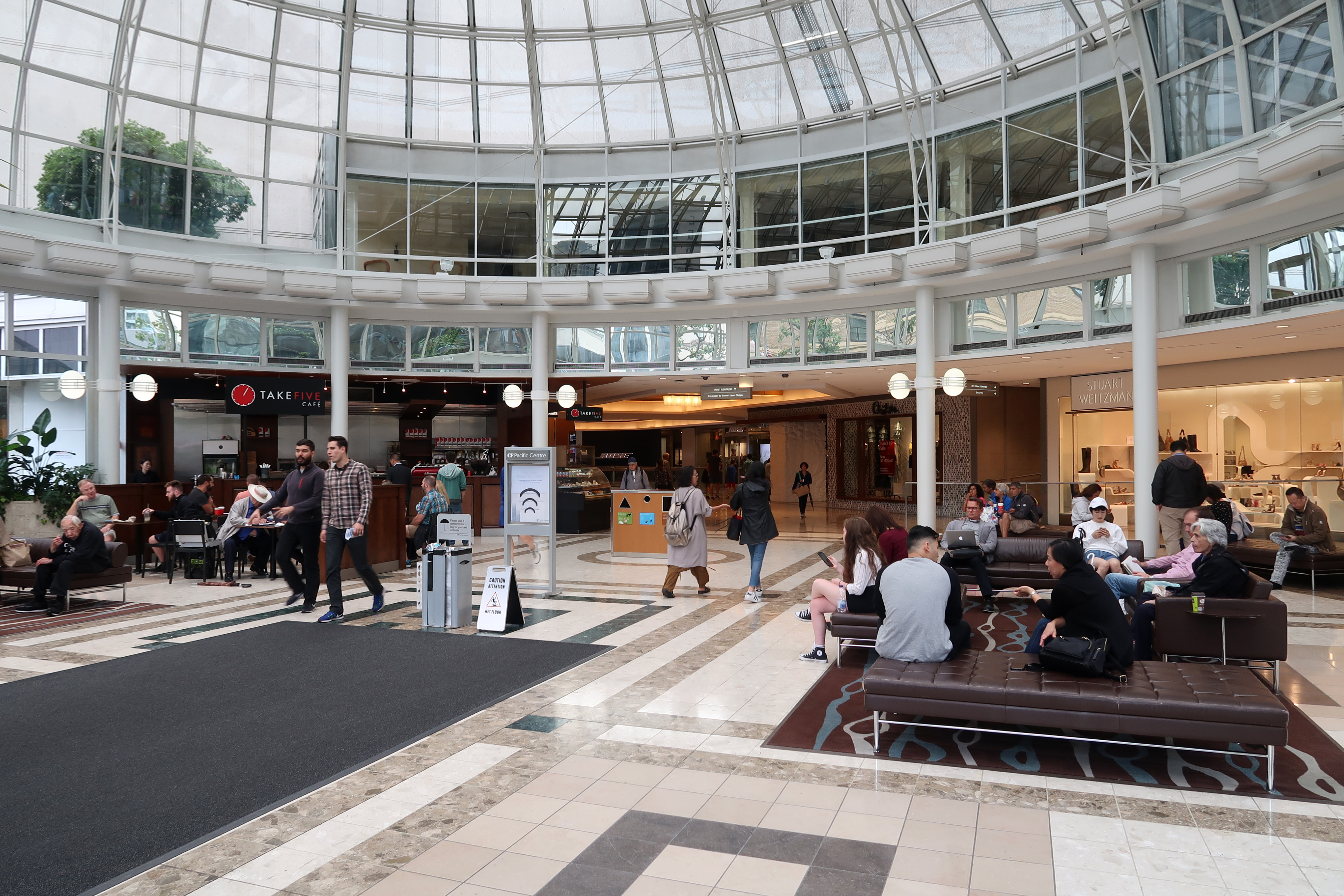
购物中心入口閒座區

太平洋中心（英語：Pacific Centre）是一个位于加拿大不列颠哥伦比亚省温哥华的购物中心，由Cadillac Fairview公司经营，是温哥华市中心最大的购物中心。此商場於2015-16年錄得每平方呎1523加元的銷售額，為全國第三高。大楼設有地底通道連接海灣百貨公司的溫哥華總店、溫哥華中心商場和溫哥華四季酒店，並接駁两个架空列车车站，分別為博覽線上的固蘭湖站和加拿大線上的溫哥華市中心站。
太平洋中心項目牽涉溫市中心數個地段，當中佐治西街南部介乎豪街和固蘭湖街之間地段原為第二代溫哥華酒店所在。酒店拆卸後該地段丟空，直至太平洋中心項目於1969年動工為止。商場於1973年完工，而伊頓百貨的溫哥華總店則於同年2月8日在此開幕，取代其原有位於市中心東端的總店。伊頓百貨於1999年結業後，加拿大西爾斯百貨收購其資產，而位於太平洋中心的伊頓溫哥華總店亦獲得保留並以原稱繼續營運，到2002年則改成西爾斯的溫哥華總店。西爾斯於2012年10月關閉該店，原址於2015年9月成為諾德斯特龍百貨的溫哥華總店。